# Хакас чирі
Хакас чирі (в перекладі з хакаської — Хакаська земля) — республіканська суспільно-політична газета хакаською мовою, що видається в Хакасії. Газета висвітлює суспільно-політичні події, що відбуваються в республіці, а також публікує матеріали з історії й культури хакасів. Засновниками газети є уряд і Верховна Рада Республіки Хакасія.
Газета виходить 2 рази на тиждень на 8 (щосереди) чи 12 (щоп'ятниці) смугах. Тираж — 3,1 тисяч екземплярів (в 1970-і роки — 6 тисяч). 2 рази на місяць виходить російськомовний додаток «Країна Хабар» (рос. Страна Хабар).
З 1927 року по 1929 рік газета «Хызыл аал» друкувалася на кирилиці, з 1929 року по 1939 рік — новотюркським письмом (латиниця), з 3 березня 1939 року знов переходить на хакаський алфавіт на базі кирилиці.
Випускається газета з 1 червня 1927 року. Спочатку називалася «Хызыл аал» (Червоне село) і до 1930 року була вкладкою в російськомовній мінусинській газеті «Влада праці» (рос. Власть труда). Головний редактор газети з 1939 — з перервами — до 1974 року — Добров Семен Констянтинович. З 1959 називалася «Ленин чолы» (Ленінський шлях), з 1991 — «Хакас чирі» (Хакаська земля), з 2008 — «Хабар» (Вісті, Звістка), з 2020 — знову «Хакас чирі». В 1977 році нагороджена орденом «Знак Пошани».